# Red Horner
George Reginald „Red“ Horner (* 29. Mai 1909 in Lynden, Ontario; † 27. April 2005 in Toronto, Ontario) war ein kanadischer Eishockeyspieler, der von 1928 bis 1940 für die Toronto Maple Leafs in der National Hockey League spielte.

## Karriere
Red Horner begann seine Karriere als Eishockeyspieler bei den Toronto Marlboros, für die er von 1926 bis 1929 in der Ontario Hockey Association aktiv war. Nachdem er die Saison 1928/29 bei den Marlboros begonnen hatte, wurde der Verteidiger am 20. Januar 1929 von den Toronto Maple Leafs aus der National Hockey League verpflichtet, für die er bis 1940 insgesamt zwölf Jahre lang spielte. In dieser Zeit verpasste Horner mit seiner Mannschaft nur in der Saison 1929/30 die Playoffs und gewann mit seiner Mannschaft 1932 den Stanley Cup. Dies war sowohl für ihn als auch für das Nachfolgeteam der Toronto St. Patricks, die Toronto Maple Leafs, der erste Gewinn der prestigeträchtigen Trophäe.
Nach seinem Rücktritt vom professionellen Eishockey wurde Horner Geschäftsmann und lebte in Florida und Toronto. Im Jahr 1965 wurde er überraschend in die Hockey Hall of Fame aufgenommen, obwohl er nie als außergewöhnlich guter Spieler galt, was einige Kontroversen über diese Entscheidung auslöste. Diese Entscheidung ist hauptsächlich auf die Tatsache zurückzuführen, dass Horner in acht aufeinanderfolgenden Spielzeiten die meisten Strafminuten aller NHL-Spieler erhielt und ebenfalls die meisten Strafminuten insgesamt aller NHL-Spieler besaß, bis Ted Lindsay diesen Rekord Ende der 1950er Jahre brechen konnte.
Im Alter von 95 Jahren starb Red Horner am 27. April 2005 und wurde in Toronto beigesetzt.

## Erfolge und Auszeichnungen
- 1932 Stanley-Cup-Gewinn mit den Toronto Maple Leafs